# Killem
Killem ist eine französische Gemeinde mit 1.172 Einwohnern (Stand 1. Januar 2022) im Département Nord in der Region Hauts-de-France. Sie gehört zum Arrondissement Dunkerque und zum Kanton Wormhout.

## Geographie
Die Gemeinde liegt rund 20 Kilometer südöstlich von Dünkirchen, nahe der belgischen Grenze in der Landschaft Französisch-Flandern. Nachbargemeinden von Killem sind Hondschoote im Norden und Osten, Oost-Cappel im Südosten, Rexpoëde im Süden und Warhem im Westen.
An der nordwestlichen Gemeindegrenze verläuft der Bach Becque de Killem, an der nordöstlichen Grenze der ähnlich klingende Killem Becque. Dieser mündet an der Gemeindegrenze in den Beque de Killem, der zwischen Warhem und Hondschoote schließlich  den Canal de la Basse Colme erreicht.

## Bevölkerungsentwicklung
| Jahr      | 1968 | 1975 | 1982 | 1990 | 1999 | 2006 | 2010 | 2020 |
| Einwohner | 823  | 820  | 849  | 976  | 991  | 968  | 964  | 1175 |

## Sehenswürdigkeiten
- Kirche Saint-Michel aus dem 17. Jahrhundert mit wertvoller Ausstattung